# Jean-Luc Cairon
Jean-Luc Cairon (* 14. Februar 1962 in Forbach; † 26. Februar 2022 in Tulsa, Vereinigte Staaten) war ein französischer Turner.

## Leben
Jean-Luc Cairon startete bei den Weltmeisterschaften 1981, wo er mit Platz sechs am Sprung sein bestes Resultat erzielte. 1983 gewann er bei den  Mittelmeerspielen in Casablanca drei Gold- und zwei Silbermedaillen. Bei den Olympischen Sommerspielen 1984 in Los Angeles nahm er an allen Turnwettkämpfen teil und konnte mit Platz fünf im Pauschenpferd-Wettkampf sein bestes Resultat erzielen.
Jean-Luc Cairon gewann drei französische Meistertitel (1983, 1984, 1987).
1987 erzielte er als Sechster am Pauschenpferd und am Sprung seine besten Europameisterschaftsresultate.
Nach seiner Karriere als Turner wurde Cairon Trainer in den Vereinigten Staaten eingesetzt. In dieser Funktion war er an der Krafft Academy of Gymnastics in Tulsa, bei South Country Gymnastics in Jenks sowie an der Arizona State University tätig.
Im Mai 2021 wurde Jean-Luc Cairon verhaftet. Ihm wurde zur Last gelegt, während seiner Zeit als Trainer mehrere Sexualverbrechen an Kindern im Alter zwischen 10 und 14 Jahren begangen zu haben. Nachdem er auf Kaution freikam, versuchte er im Juli 2021 nach Deutschland zu fliehen, jedoch wurde er am Denver International Airport von Beamten des US-Heimatschutzministeriums gefasst. Während des Gerichtsprozesses am 31. August 2021 bekannte Cairon sich schuldig und wurde in vier Fällen des Kindesmissbrauchs zu jeweils 25 Jahren Haft verurteilt.
Cairon verstarb am 26. Februar 2022 im Alter von 60 Jahren im Gefängnis in Tulsa.